# Campeonato Mundial de Atletismo em Pista Coberta de 2024 - 60 m com barreiras masculino
A prova dos 60 metros com barreiras masculino do Campeonato Mundial de Atletismo em Pista Coberta de 2024 ocorreu no dia 2 de março na Arena Commonwealth, em Glasgow, no Reino Unido.

## Recordes
Antes desta competição, os recordes mundiais e do campeonato nesta prova eram os seguintes:
|                       | Nome           | Nacionalidade  | Tempo | Local       | Data                    |
| --------------------- | -------------- | -------------- | ----- | ----------- | ----------------------- |
| Recorde mundial       | Grant Holloway | Estados Unidos | 7s 27 | Albuquerque | 16 de fevereiro de 2024 |
| Recorde do campeonato | Grant Holloway | Estados Unidos | 7s 29 | Belgrado    | 20 de março de 2022     |

Os seguintes recordes foram estabelecidos durante esta competição:
| Data       | Evento | Atleta         | Nacionalidade  | Tempo | Notas |
| ---------- | ------ | -------------- | -------------- | ----- | ----- |
| 2 de março | Final  | Grant Holloway | Estados Unidos | 7s 29 | =     |

## Medalhistas
| Ouro                 | Prata                   | Bronze                  |
| Grant Holloway (USA) | Lorenzo Simonelli (ITA) | Just Kwaou-Mathey (FRA) |

## Cronograma
Todos os horários são locais (UTC+0).
| Data       | Hora  | Evento    |
| ---------- | ----- | --------- |
| 2 de março | 10:05 | Bateria   |
| 2 de março | 19:10 | Semifinal |
| 2 de março | 21:31 | Final     |

## Resultados

### Bateria
Qualificação: 3 atletas de cada bateria (Q) mais os 6 melhores qualificados (q).
| Posição | Bateria | Raia | Atleta                  | Nacionalidade   | Tempo       | Notas                |
| ------- | ------- | ---- | ----------------------- | --------------- | ----------- | -------------------- |
| 1       | 1       | 3    | Grant Holloway          | Estados Unidos  | 7.43        | Q                    |
| 2       | 2       | 5    | Wilhem Belocian         | França          | 7.47        | Q                    |
| 3       | 3       | 3    | Just Kwaou-Mathey       | França          | 7.52        | Q                    |
| 4       | 3       | 6    | Jakub Szymański         | Polónia         | 7.57        | Q                    |
| 5       | 4       | 5    | Milan Trajkovic         | Chipre          | 7.59 [.583] | Q, =                 |
| 6       | 6       | 6    | Trey Cunningham         | Estados Unidos  | 7.59 [.585] | Q                    |
| 7       | 5       | 6    | Lorenzo Simonelli       | Itália          | 7.61 [.602] | Q                    |
| 8       | 3       | 2    | Cameron Murray          | Estados Unidos  | 7.61 [.604] | Q                    |
| 9       | 6       | 4    | Jason Joseph            | Suíça           | 7.62 [.614] | Q                    |
| 10      | 2       | 4    | Asier Martínez          | Espanha         | 7.62 [.620] | Q                    |
| 11      | 2       | 6    | David King              | Grã-Bretanha    | 7.64 [.636] | Q                    |
| 12      | 4       | 6    | David Yefremov          | Cazaquistão     | 7.64 [.639] | Q                    |
| 13      | 4       | 7    | Job Geerds              | Países Baixos   | 7.66 [.654] | Q                    |
| 13      | 6       | 5    | Michael Obasuyi         | Bélgica         | 7.66 [.654] | Q                    |
| 15      | 5       | 4    | Enrique Llopis          | Espanha         | 7.66 [.655] | Q                    |
| 16      | 5       | 5    | Krzysztof Kiljan        | Polónia         | 7.67 [.661] | Q                    |
| 17      | 4       | 4    | Elmo Lakka              | Finlândia       | 7.67 [.666] | q                    |
| 18      | 2       | 8    | Mathieu Jaquet          | Suíça           | 7.68        | q                    |
| 19      | 2       | 7    | Elie Bacari             | Bélgica         | 7.69        | q                    |
| 20      | 6       | 2    | Liu Junxi               | China           | 7.71 [.702] | q                    |
| 21      | 6       | 3    | Eduardo de Deus         | Brasil          | 7.71 [.710] | q                    |
| 22      | 3       | 4    | John Cabang             | Filipinas       | 7.72        | q                    |
| 23      | 2       | 3    | Damion Thomas           | Jamaica         | 7.73        |                      |
| 24      | 5       | 2    | Jérémie Lararaudeuse    | Ilhas Maurícias | 7.75        |                      |
| 25      | 1       | 5    | Zhu Shenglong           | China           | 7.76        | Q,                   |
| 26      | 3       | 5    | Tade Ojora              | Grã-Bretanha    | 7.78        |                      |
| 27      | 3       | 7    | Konstantinos Douvalidis | Grécia          | 7.79        |                      |
| 28      | 2       | 2    | Mikdat Sevler           | Turquia         | 7.80 [.796] |                      |
| 29      | 1       | 7    | Richard Diawara         | Mali            | 7.80 [.799] | Q,                   |
| 29      | 4       | 2    | Filip Jakob Demšar      | Eslovênia       | 7.80 [.799] |                      |
| 31      | 5       | 3    | Amine Bouanani          | Argélia         | 7.81        | Recorde da temporada |
| 32      | 4       | 3    | Tyler Mason             | Jamaica         | 7.86 [.855] |                      |
| 32      | 5       | 7    | Bálint Szeles           | Hungria         | 7.86 [.855] |                      |
| 34      | 1       | 2    | Martin Saenz            | Chile           | 7.88 [.875] |                      |
| 35      | 6       | 7    | Štěpán Schubert         | Chéquia         | 7.88 [.877] |                      |
| 36      | 3       | 8    | Zaid Al-Awamleh         | Jordânia        | 8.06        |                      |
| 37      | 1       | 8    | François Grailet        | Luxemburgo      | 8.10        |                      |
| 38      | 6       | 8    | Darko Pešić             | Montenegro      | 8.37        |                      |
| 39      | 5       | 8    | Mosese Foliaki          | Tonga           | 8.51        | Recorde nacional     |
| 40      | 1       | 4    | Rafael Pereira          | Brasil          | 8.65        | Recorde da temporada |
| 98      | 4       | 8    | Petr Svoboda            | Chéquia         | DNF         |                      |
| 99      | 1       | 6    | Yaqoub Al-Youha         | Kuwait          | DNS         |                      |

### Semifinal
Qualificação: classificaram-se os 2 melhores de cada bateria (Q) mais os 2 melhores qualificados (q).
| Posição | Bateria | Raia | Atleta            | Nacionalidade  | Tempo       | Notas           |
| ------- | ------- | ---- | ----------------- | -------------- | ----------- | --------------- |
| 1       | 3       | 4    | Grant Holloway    | Estados Unidos | 7.32        | Q               |
| 2       | 3       | 6    | Jakub Szymański   | Polónia        | 7.46        | Q,              |
| 3       | 3       | 5    | Lorenzo Simonelli | Itália         | 7.48        | q               |
| 4       | 2       | 4    | Trey Cunningham   | Estados Unidos | 7.49        | Q               |
| 5       | 2       | 2    | Enrique Llopis    | Espanha        | 7.53 [.521] | Q               |
| 6       | 1       | 4    | Milan Trajkovic   | Chipre         | 7.53 [.525] | Q,              |
| 7       | 1       | 6    | Just Kwaou-Mathey | França         | 7.54 [.534] | Q               |
| 7       | 1       | 2    | Michael Obasuyi   | Bélgica        | 7.54 [.534] | Q,              |
| 9       | 1       | 7    | Cameron Murray    | Estados Unidos | 7.56        |                 |
| 10      | 2       | 1    | Elie Bacari       | Bélgica        | 7.58        | Recorde pessoal |
| 11      | 3       | 7    | Job Geerds        | Países Baixos  | 7.62        |                 |
| 12      | 1       | 8    | Liu Junxi         | China          | 7.64 [.634] |                 |
| 13      | 2       | 3    | Wilhem Belocian   | França         | 7.64 [.637] |                 |
| 14      | 2       | 7    | David King        | Grã-Bretanha   | 7.65        |                 |
| 15      | 2       | 2    | Krzysztof Kiljan  | Polónia        | 7.66        |                 |
| 16      | 1       | 3    | David Yefremov    | Cazaquistão    | 7.68 [.673] |                 |
| 17      | 2       | 8    | Eduardo de Deus   | Brasil         | 7.68 [.679] |                 |
| 18      | 3       | 8    | John Cabang       | Filipinas      | 7.68 [.680] |                 |
| 19      | 3       | 1    | Elmo Lakka        | Finlândia      | 7.70        |                 |
| 20      | 1       | 1    | Mathieu Jaquet    | Suíça          | 7.74        |                 |
| 21      | 2       | 5    | Jason Joseph      | Suíça          | 7.81        |                 |
| 22      | 3       | 2    | Richard Diawara   | Mali           | 7.89        |                 |
| 99      | 1       | 5    | Asier Martínez    | Espanha        | DSQ         |                 |
| 99      | 3       | 3    | Zhu Shenglong     | China          | DSQ         |                 |

### Final
A final ocorreu dia 2 de março às 21:31.
| Posição           | Raia | Atleta            | Nacionalidade  | Tempo       | Notas            |
| ----------------- | ---- | ----------------- | -------------- | ----------- | ---------------- |
| Medalha de ouro   | 5    | Grant Holloway    | Estados Unidos | 7.29        | =                |
| Medalha de prata  | 1    | Lorenzo Simonelli | Itália         | 7.43        | Recorde nacional |
| Medalha de bronze | 7    | Just Kwaou-Mathey | França         | 7.47        |                  |
| 4                 | 2    | Enrique Llopis    | Espanha        | 7.53 [.524] |                  |
| 5                 | 6    | Jakub Szymański   | Polónia        | 7.53 [.527] |                  |
| 6                 | 3    | Trey Cunningham   | Estados Unidos | 7.53 [.529] |                  |
| 7                 | 8    | Michael Obasuyi   | Bélgica        | 7.55        |                  |
| 8                 | 4    | Milan Trajkovic   | Chipre         | 7.59        |                  |

Legenda
| Recorde mundial       | Recorde mundial (World record)               |                       | Recorde africano                      | Recorde africano (African) |                                           | Q | Classificado por posição (Qualified) |
| Recorde do campeonato | Recorde do campeonato (Championship record)  | Recorde da América    | Recorde da América (Americas)         | q                          | Classificado por melhor tempo (Qualified) |   |                                      |
| Melhor marca do ano   | Melhor marca do ano (World leading)          | Recorde asiático      | Recorde asiático (Asian)              | DNS                        | Não largou (Did not start)                |   |                                      |
| Recorde nacional      | Recorde nacional (National record)           | Recorde europeu       | Recorde europeu (European)            | DNF                        | Não terminou (Did not finish)             |   |                                      |
| Recorde pessoal       | Recorde pessoal do atleta (Personal best)    | Recorde da Oceania    | Recorde da Oceania (Oceania)          | DSQ / DQ                   | Desclassificado (Disqualified)            |   |                                      |
| Recorde da temporada  | Recorde da temporada do atleta (Season best) | Recorde sul-americano | Recorde sul-americano (South America) | NM                         | Sem marca (No mark)                       |   |                                      |